# Rhododendron bloembergenii
Rhododendron bloembergenii är en ljungväxtart som beskrevs av Herman Otto Sleumer. Rhododendron bloembergenii ingår i släktet rododendron, och familjen ljungväxter. Inga underarter finns listade i Catalogue of Life.